# 3,3-Diméthylheptane
Le 3,3-diméthylheptane est un hydrocarbure saturé de la famille des alcanes de formule C9H20. C'est l'un des trente-cinq isomères du nonane.